# Condado de Sullivan (Missouri)
O Condado de Sullivan é um dos 114 condados do estado americano de Missouri. A sede do condado é Milan, e sua maior cidade é Milan. O condado possui uma área de 1 687 km² (dos quais 1 km² estão cobertos por água), uma população de 7 219 habitantes, e uma densidade populacional de 4 hab/km² (segundo o censo nacional de 2000). O condado foi fundado em 1843.